# 2014年冬季残疾人奥林匹克运动会澳大利亚代表团
2014年冬季残疾人奥林匹克运动会澳大利亚代表团是澳大利亚派出的2014年冬季残疾人奥林匹克运动会代表团。获得2枚铜牌。